# Crngrob
Crngrob je vaško naselje v Občini Škofja Loka. Leži med vznožjem Križnogorskega hribovja in Sorškim poljem. Razložena vasica je od Škofje Loke je oddaljena 4 km in se rahlo dviga nad vzhodnim robom Soriškega polja, od katerega jo ločijo ilovnate in zamočvirjene Gorjate. Odcep od glavne ceste Kranj - Škofja Loka je v Dorfarjih.
Najpomembnejši objekt v vasi je podružnična romarska cerkev Marijinega oznanjenja postavljena v 13. stoletju. Kasneje je bila   večkrat prezidana in povečana. Osnovni volumen cerkve je gotski. To je likovno ena najbolj zanimivih cerkva na Gorenjskem.
Poleg vasi je tudi strelišče SV Crngrob.

## NOB
Na bližnjem hribu Mali rovt (711 mnm) je 27. marca 1942 enota 181. nemškega rezervnega policijskega bataljona obkolila borce Selške čete. Med štiriurnim bojem je padlo 15 partizanov, med njimi tudi organizator vstaje na Gorenjskem Stane Žagar, 17 partizanov pa je prebilo nemški obroč in se rešilo.

## Izvor krajevnega imena
Nenavadno ime ni slovenskega izvora in izhaja iz nemškega imena Ehrengruben, ki  je prevzeto iz serednjevisokonemškega ze Erngruben, ki je zloženo iz ern 'orati' (ali erde '/plodna/ zemlja') in groube v pomenu 'kotanja'. Če ime vsebuje ern v pomenu 'orati', lahko kaže na izkopanino, mamutovo rebro, ki se sedaj nahaja crngrobski cerkvi, če pa ime vsebuje erde (plodna zemlja), pa kaže na zemljsko votlino, ki je bila baje pribežališče roparjev. Kraj je lahko poimenovati tudi po svoji legi, saj se nahaja v rodovitni dolinici, ki jo z vseh strani obdajajo hribi. V starih listinah se kraj prvič omenja leta 1291 Erngrůb, leta 1381 Errengrůb in 1421 kot Erngruben.